# Tarif ibn Malik
Tarif ibn Malik (? c.a. 685 – Tamesna c.a. 760,en árabe: طريف بن  مالك‎: طريف بن  مالك) apodado Abu Zura, fue según varias fuentes históricas, un caudillo bereber masmuda al servicio de Táriq ibn Ziyad. Como su jefe, era  liberto y cliente de Musa ibn Nusair, gobernador del norte de África durante el califato omeya. Algunas fuentes discrepan sobre si era de origen bereber, judío o árabe. En julio del año 710, le fue encomendada a Tarif una expedición de tanteo a la costa sur de la península ibérica.
La ciudad de Tarifa debe su nombre a este guerrero bereber que desembarcó con 100 jinetes y 400 infantes en sus costas para, tras una serie de incursiones bélicas, obtener un gran botín con tesoros y cautivos que presentó como pruebas de su éxito al califato.Según la leyenda, fue ayudado por Julián, conde de Ceuta.Esta gesta militar de Tarif en julio de 710 decidió la posterior invasión y conquista de al-Ándalus que se extendió entre los siglos VIII y XV. Las crónicas medievales también lo señalan como parte de las fuerzas de Maisara en la revuelta bereber (739-743),como fundador del emirato de barghawata en el litoral atlántico marroquíy como padre del profeta islámico Salih ibn Tarif (Salih al-Muminin).

### Biografía
Según estimaciones historiográficas, Tarif ibn Malik nació a mediados de la década de 680 dentro de la comunidad bereber de al-Magreb. Pudo tener algún tipo de vinculación con el grupo árabe maafir o naja, más de existir, sólo sería de tipo clientelar nunca agnaticia. También algunos cronistas árabes le asignan un origen judío, siendo posible que sus padres formaran parte de esta religión presente desde el siglo I d. C. en al-Magreb. Lo cierto es que en su edad adulta estaba islamizado y se lo menciona como liberto de Musa ibn Nusair, gobernador del norte de África súbdito del califato damasquino omeya. Integró la rama bereber masmuda, asentada a principios del siglo VIII en Tánger junto a las fuerzas de Táriq ibn Ziyad, jefe militar de la región, subalterno y también cliente de Musa ibn Nusair. Refuerza la hipótesis del origen bereber masmuda de Tarif, el hecho de que Musa le encargara en el año 710 la primera expedición informativa a la vecina costa norte mediterránea, en la Hispana. Tarif y su grupo debían contar con un conocimiento privilegiado de lo que había al otro lado del estrecho de Gibraltar en tanto vecinos costeros.
Se estima que tenía unos 25 años cuando Musa le ordenó en julio de 710, encabezar la expedición exploratoria que atravesó el estrecho de Gibraltar y desembarcó en una península conocida entonces como Andalos y que más adelante será nombrada Tarifa, en su honor. La misión fue un éxito. Recogió un extraordinario botín en sus incursiones por las indefensas poblaciones entre las actuales Tarifa y Algeciras y al retornar se presentó ante las autoridades califales portando tesoros y cautivos. Este episodio protagonizado por Tarif fue de gran relevancia histórica ya que terminó de convencer a las autoridades califales de la conveniencia de conquistar y expandir su autoridad sobre la península ibérica. Según las crónicas, Tarif formó parte del grupo de jefes militares que acompañaron primero a Táriq ibn Ziyad y más tarde al mismo Musa, en la invasión y posterior  guerra de conquista de la Hispania visigoda entre  los años 711 al 716. Pero su estancia en al-Ándalus pudo extenderse al menos hasta 728, pues en ese año nació su hijo Salih en Barbate, dentro de un yuz bereber.
De retorno en al-Magreb, cuando Tarif contaría con unos 54 años, se unió a Maisara al-Matghari, líder de la revuelta bereber (739-743) en al-Magreb y al-Ándalus contra el califato omeya. Tendría aproximadamente 59 años cuando finalizó el episodio y decidió asentarse en la región de Tamesna, en la costa atlántica marroquí. Según el cronista marroquí Ibn Idari, “Tarif estuvo entre los partidarios de Maisara, a cuya muerte, y con la dispersión de sus seguidores, se instaló en la región de Tamesna. Los bereberes lo tomaron como su jefe y se puso al frente de su gobierno. Profesaba la religión musulmana y la península de Tarifa había tomado su nombre de él.” El grupo bereber masmuda y el pequeño emirato fundado por Tarif tomó el nombre de barghawata o berghwata (740-1149). Asentados sobre el valle del Jebu y la llanura costera entre los ríos Morbeya y Bu Regreg, el emirato bereber creció explotando plantaciones de cereales, la cría de ganado y la pesca.
Tarif falleció en Tamesna cerca del 760. Se le reconocen cuatro hijos, entre ellos el futuro profeta Salih ibn Tarif que tomará el nombre de Salih al-Muminin y fundará una nueva corriente islámica que será considerada herética por los ortodoxos.

### Expedición de Tarif a al-Ándalus
Sobre esta expedición escribió Edward Gibbon: "Cien árabes y cuatrocientos africanos pasaron, en cuatro barcos, desde Tánger o Ceuta; el lugar de desembarco en la costa peninsular, en el estrecho, está marcado por el nombre de Tarif, su jefe". Hoy en día es la ciudad de Tarifa. Desde allí, procedieron a reconocer el terreno a lo largo de la costa, en busca de un punto favorable para un posible ataque de mayor envergadura. Atravesaron varios kilómetros a lo largo de un paisaje de colinas, hasta llegar al castillo y la villa de Julián, donde en la actualidad se encuentra Algeciras. Este nombre, Al-Yazira al-Jadrā' (del árabe الجزيرة الخضراء), significa «la isla verde» o «la península verde» y hace referencia a las características hidrográficas de la ciudad al encontrarse situada entre varios cursos de agua. Allí fueron amablemente recibidos por cristianos aliados —quizás los hombres del Conde Julian, sus amigos y seguidores—.
Como resultado de esta expedición se consiguió una porción de Andalucía desprotegida, además del regreso de Tarif y sus hombres con un importante botín y cautivos. Todo ello convenció a Tariq de que Iberia podría ser conquistada con éxito.
Tarif acompañó posteriormente a Tariq ibn-Ziyad, cuando se inició la definitiva conquista islámica de Hispania y el Rey Rodrigo fue derrotado en la Batalla de Guadalete en 711.